# وایلوا، شهرستان کائوآئی، هاوایی
وایلوا، شهرستان کائوآئی (به انگلیسی: Wailua) یک منطقهٔ مسکونی در ایالات متحده آمریکا است که در شهرستان کائوآئی، هاوایی واقع شده‌است. وایلوا، شهرستان کائوآئی ۳٫۷ کیلومتر مربع مساحت و ۲٬۲۵۴ نفر جمعیت دارد و ۶ متر بالاتر از سطح دریا واقع شده‌است.